# Internationale Filmfestspiele von Cannes 1962
Die 15. Internationalen Filmfestspiele von Cannes 1962 fanden vom 7. Mai bis zum 23. Mai 1962 statt.

## Wettbewerb
| Filmtitel                                | Regisseur                         | Produktionsland        | Darsteller (Auswahl)                                    |
| Als die Bäume groß waren                 | Lew Kulidschanow                  | Sowjetunion            |                                                         |
| Les Amants de Teruel                     | Raymond Rouleau                   | Frankreich             | Ludmilla Tscherina                                      |
| Âmes et rythmes                          | Abdelaziz Ramdani                 | Marokko                |                                                         |
| Ba'al Hahalomot                          | Alina Gross, Yoram Gross          | Israel                 |                                                         |
| Bitterer Honig                           | Tony Richardson                   | Großbritannien         | Dora Bryan, Rita Tushingham, Murray Melvin              |
| Das Brot der frühen Jahre                | Herbert Vesely                    | Deutschland            | Christian Doermer, Vera Tschechowa                      |
| Devi                                     | Satyajit Ray                      | Indien                 | Sharmila Tagore, Soumitra Chatterjee, Chhabi Biswas     |
| Eines langen Tages Reise durch die Nacht | Sidney Lumet                      | USA                    | Katharine Hepburn, Ralph Richardson, Jason Robards      |
| Elektra                                  | Michael Cacoyannis                | Griechenland, USA      | Irene Papas                                             |
| Les Enfants du soleil                    | Jacques Séverac                   | Marokko, Frankreich    |                                                         |
| Fünfzig Stufen zur Gerechtigkeit*        | Anselmo Duarte                    | Brasilien              | Leonardo Villar                                         |
| Al Gharib al saghir                      | Georges Nasser                    | Libanon                |                                                         |
| Harry und der Butler                     | Bent Christensen                  | Dänemark               |                                                         |
| In the Steps of Buddha                   | Pragnasoma Hettiarachi            | Sri Lanka              |                                                         |
| Julia, du bist zauberhaft                | Alfred Weidenmann                 | Österreich, Frankreich | Lilli Palmer, Charles Boyer                             |
| Konga Yo                                 | Yves Allégret                     | Frankreich, Kongo      |                                                         |
| Kyupora no aru machi                     | Kiriro Urayama                    | Japan                  |                                                         |
| Liberté I                                | Yves Ciampi                       | Frankreich, Senegal    |                                                         |
| Liebe 1962                               | Michelangelo Antonioni            | Italien, Frankreich    | Alain Delon, Monica Vitti, Francisco Rabal              |
| Der Mann aus dem 1. Jahrhundert          | Oldrich Lipský                    | Tschechoslowakei       |                                                         |
| Mein Bruder, ein Lump                    | John Frankenheimer                | USA                    | Eva Marie Saint, Warren Beatty, Karl Malden             |
| Mittwoch zwischen 5 und 7                | Agnès Varda                       | Frankreich, Italien    | Corinne Marchand                                        |
| Mondo Cane                               | Paolo Cavara, Gualtiero Jacopetti | Italien                | Dokumentarfilm                                          |
| Das Paar                                 | Aleksandar Petrović               | Jugoslawien            |                                                         |
| Plácido                                  | Luis García Berlanga              | Spanien                |                                                         |
| Pleneno yato                             | Ducho Mundrov                     | Bulgarien              |                                                         |
| Der Prozeß der Jeanne d’Arc              | Robert Bresson                    | Frankreich             | Florence Delay                                          |
| S-a furat o bomba                        | Ion Popescu-Gopo                  | Rumänien               |                                                         |
| Scheidung auf italienisch [sic!]         | Pietro Germi                      | Italien                | Marcello Mastroianni, Daniela Rocca, Stefania Sandrelli |
| Schloß des Schreckens                    | Jack Clayton                      | Großbritannien         | Deborah Kerr, Michael Redgrave                          |
| Setenta veces siete                      | Leopoldo Torre Nilsson            | Argentinien            | Isabel Sarli, Francisco Rabal                           |
| Sturm über Washington                    | Otto Preminger                    | USA                    | Henry Fonda, Charles Laughton, Don Murray               |
| Der Würgeengel                           | Luis Buñuel                       | Mexiko                 | Silvia Pinal                                            |
| Yang Kwei Fei                            | Han Hsiang Li                     | Hongkong, Taiwan       |                                                         |
| Ein Zirkusdirektor gibt nicht auf        | Stanislaw Jedryka                 | Polen                  |                                                         |

* = Goldene Palme

## Internationale Jury
Jurypräsident war in diesem Jahr der Schriftsteller Tetsurō Furukaki. Er stand folgender Jury vor: Ernst Krüger, François Truffaut, Henri Deutschmeister, Jean Dutourd, Jerzy Kawalerowicz, Mario Soldati, Mel Ferrer, Romain Gary, Sophie Desmarets und Juli Jakowlewitsch Raisman.

## Preisträger
- Goldene Palme: Fünfzig Stufen zur Gerechtigkeit
- Sonderpreis der Jury: Liebe 1962 und Der Prozeß der Jeanne d’Arc
- Bester Schauspieler: Dean Stockwell, Ralph Richardson und Jason Robards in Eines langen Tages Reise durch die Nacht und Murray Melvin in Bitterer Honig
- Beste Schauspielerin: Katharine Hepburn in Eines langen Tages Reise durch die Nacht und Rita Tushingham in Bitterer Honig
- Technischer Grand Prix: Elektra
- Beste Komödie: Scheidung auf italienisch [sic!]
- Beste Adaption einer literarischen Vorlage: Elektra

## Weitere Preise
- FIPRESCI-Preis: Der Würgeengel